# Turn de veghe

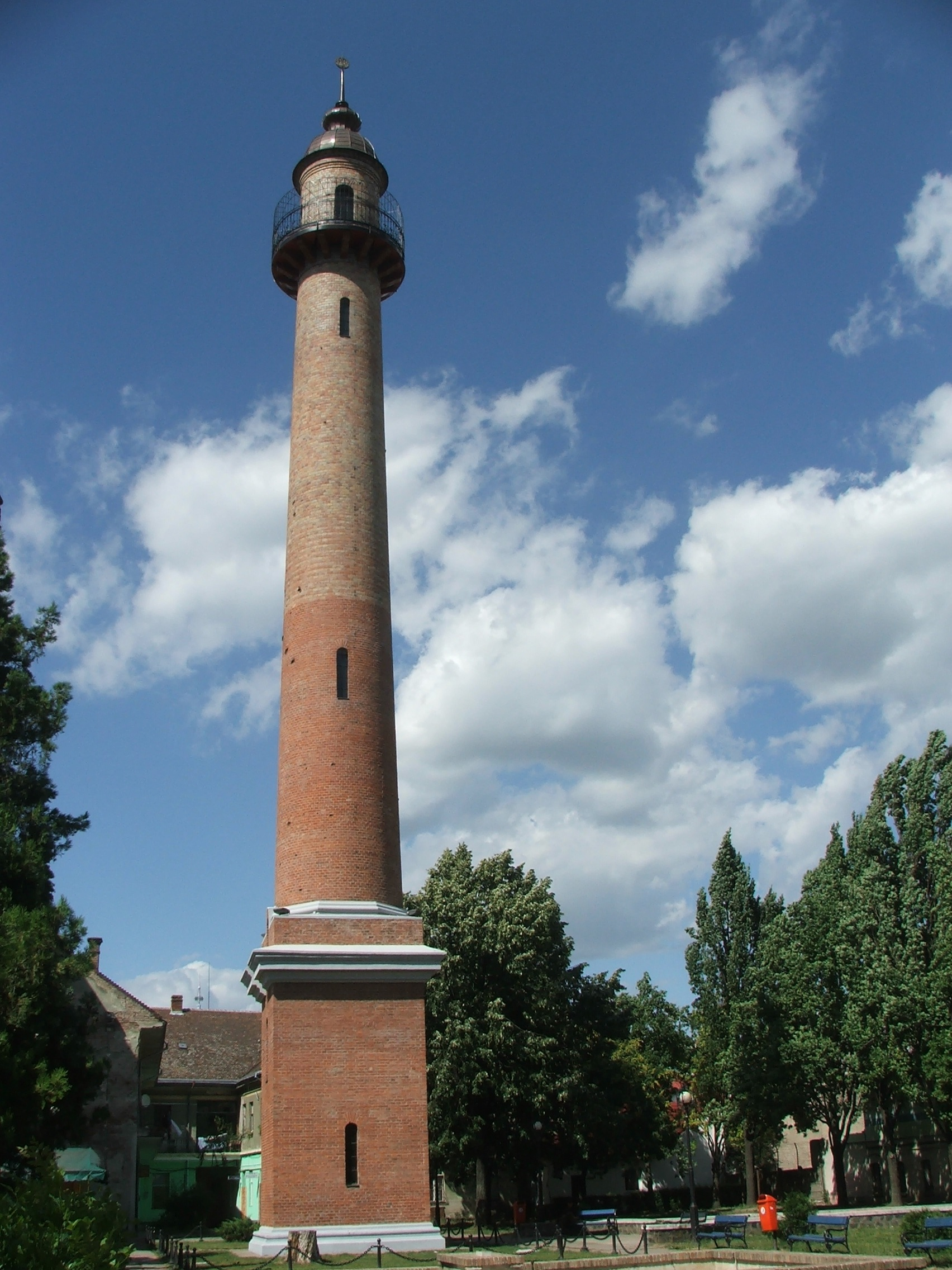
Turnul Pompierilor din Satu Mare

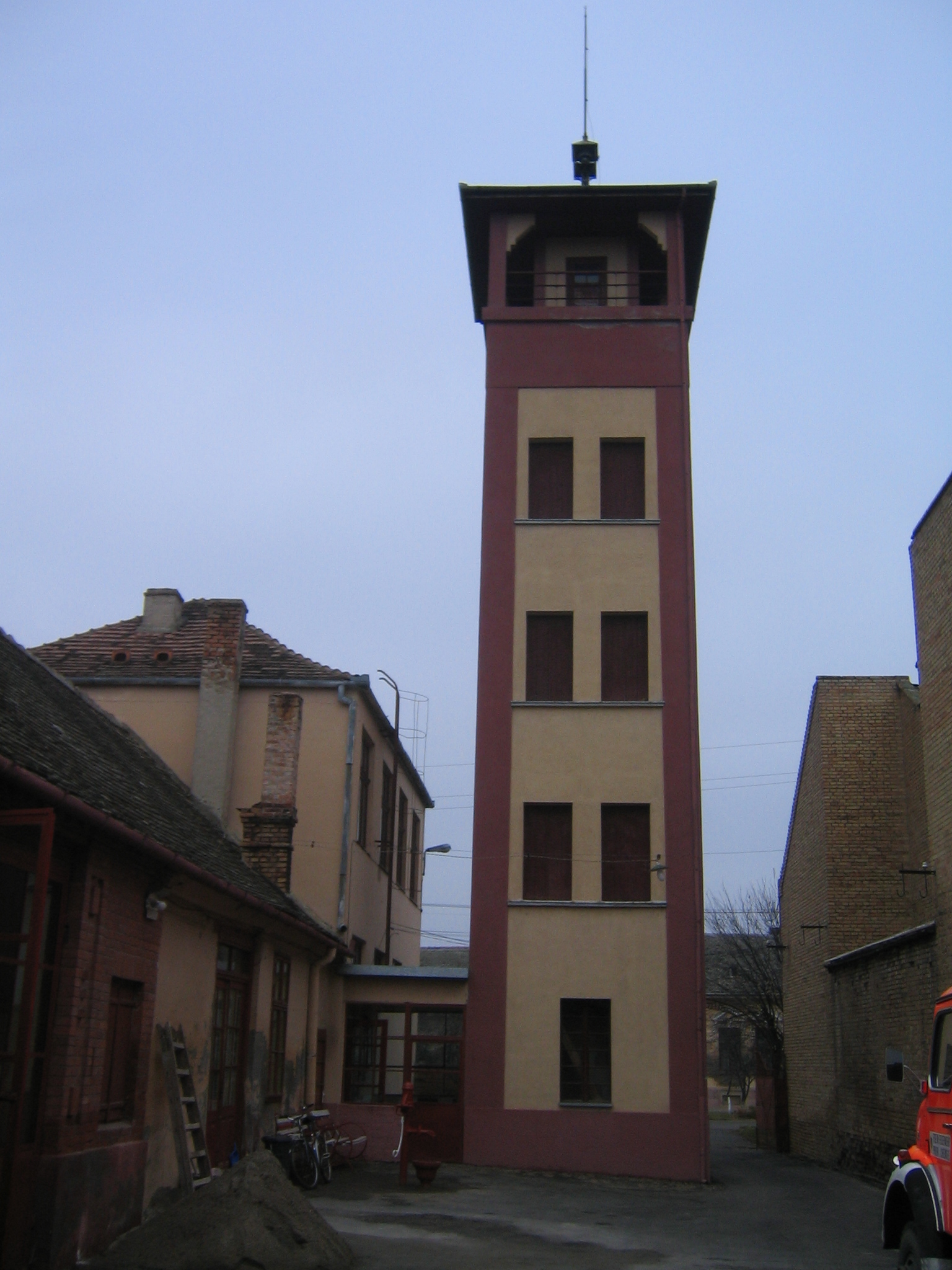
Turnul Pompierilor din Jimbolia

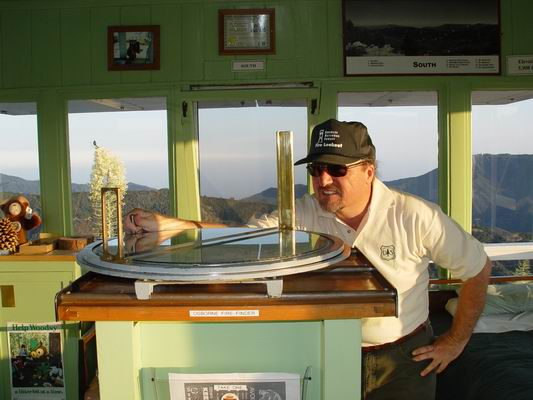
Un observator de incendiu folosește un Osborne Fire Finder pentru a obține azimutul și distanța până la un incendiu suspectat. Cu ajutorul aparatului și măsurătorilor el va putea face un „Raport de incendiu”.

Un turn de veghe sau turn de incendiu este un turn de observare a incendiilor, locul care servește în anumite condiții pompierilor sau persoanelor desemnate ca supraveghetori, drept turn de observație pentru apărarea împotriva incendiilor, turnul de pază care oferă locuințe și protecție pentru o persoană cunoscută sub numele de „observator de incendiu”, a cărei datorie este să caute incendii în zonele pustii(sălbăticie). Este o clădire mică, de obicei pe vârful unui munte sau alt punct de vedere înalt pentru a maximiza distanța și raza de vizualizare. Din acest punct de vedere, observatorul de incendii poate vedea fumul care se poate dezvolta, poate determina locația utilizând un dispozitiv cunoscut sub numele de Osborne Fire Finder și poate apela la echipaje de stingere a incendiilor de vegetație. Observatorii transmit, schimbările de vreme și informații utile în timpul furtunilor. Locația afectată de incendiu se poate monitoriza pentru o perioadă de zile după aceea, în caz de aprindere.

## Istoric

### Australia
Turnurile de incendiu sunt încă folosite în Australia, în special în regiunile muntoase din statele din sud-est. Victoria 's Forest Fire Management operează 72 de turnuri în tot statul în timpul sezonului de incendiu, turnuri fiind construite chiar în 2016

### Statele Unite
Astăzi, sute de turnuri sunt încă în serviciu cu personal plătit și/sau cetățeni voluntari. În unele zone, operatorul de observare a incendiilor primește adesea sute de vizitatori în pădure în timpul unui weekend și oferă un mesaj necesar „pre-stingerea incendiului”, susținut de documente din campaniile de educație „Smokey Bear”.Aceste informații educaționale sunt adesea distribuite tinerilor drumeți care se îndreaptă spre turnul de observare a incendiilor.
Turnurile de observare a incendiilor sunt o parte importantă a istoriei americane și au fost înființate mai multe organizații pentru a salva, reconstrui, restaura și opera turnuri de pază împotriva incendiilor.

### România
Foișorul de Foc este un astfel de turn de veghe care a fost folosit de către pompieri până în 1935, de când și-a pierdut din importanță, deoarece în București s-au ridicat tot mai multe clădiri înalte și introducerea telefoniei a făcut inutil rolul acestuia. Din 1963 a fost transformat într-un Muzeu al Pompierilor. Clădirea este în prezent monument istoric, cu codul B-II-m-B-18722
Turnuri de veghe pentru supravegherea și depistarea eventualelor incendii în trecut s-au mai construti în: Satu Mare, Cluj-Napoca,Jimbolia, Ciacova, Arad, Baia Mare, Sibiu, etc.